# 11e cérémonie des Satellite Awards
La 11e cérémonie des Satellite Awards, décernée par The International Press Academy, a eu lieu le 17 décembre 2006, et a récompensé les films et  séries télévisées produits cette année-là.

## Palmarès

### Cinéma

#### Meilleur film dramatique
- Les Infiltrés (The Departed) 
  - Babel
  - Le Dernier Roi d'Écosse (The Last King of Scotland)
  - Half Nelson
  - Little Children
  - Mémoires de nos pères (Flags of Our Fathers)
  - The Queen

#### Meilleur film musical ou comédie
- Dreamgirls 
  - Le Diable s'habille en Prada (The Devil wears Prada)
  - Little Miss Sunshine
  - L'Incroyable Destin de Harold Crick (Stranger than Fiction)
  - Thank You for Smoking
  - Venus

#### Meilleur réalisateur
(ex æquo)
- Bill Condon pour Dreamgirls
- Clint Eastwood pour Mémoires de nos pères (Flags of Our Fathers)
  - Pedro Almodóvar pour Volver
  - Stephen Frears pour The Queen
  - Alejandro González Iñárritu pour Babel
  - Martin Scorsese pour Les Infiltrés (The Departed)

#### Meilleur acteur dans un film dramatique
- Forest Whitaker pour le rôle d'Idi Amin Dada dans Le Dernier Roi d'Écosse (The Last King of Scotland)
  - Leonardo DiCaprio pour le rôle de Danny Archer dans Blood Diamond
  - Ryan Gosling pour le rôle de Dan Dunne dans Half Nelson
  - Joshua Jackson pour le rôle de Duncan dans Aurora Borealis
  - Derek Luke pour le rôle de Patrick Chamusso  dans Au nom de la liberté (Catch a Fire)
  - Patrick Wilson pour le rôle de Brad Adamson dans Little Children

#### Meilleure actrice dans un film dramatique
- Helen Mirren pour le rôle de la reine Élisabeth II dans The Queen
  - Penélope Cruz pour le rôle de Raimunda dans Volver
  - Judi Dench pour le rôle de Barbara Covett dans Chronique d'un scandale (Notes on a Scandal)
  - Maggie Gyllenhaal pour le rôle de Sherry Swansondans SherryBaby
  - Gretchen Mol pour le rôle de Bettie Pagedans The Notorious Bettie Page
  - Kate Winslet pour le rôle de Sarah Pierce dans Little Children

#### Meilleur acteur dans un film musical ou une comédie
- Joseph Cross pour le rôle d'Augusten Burroughs dans Courir avec des ciseaux (Running with Scissors)
  - Sacha Baron Cohen pour le rôle de Borat Sagdiyev dans Borat, leçons culturelles sur l'Amérique au profit glorieuse nation Kazakhstan (Borat: Cultural Learnings of America for Make Benefit Glorious Nation of Kazakhstan)
  - Aaron Eckhart pour le rôle de Nick Naylor dans Thank You for Smoking
  - Will Ferrell pour le rôle de Harold Crick dans L'Incroyable Destin de Harold Crick (Stranger than Fiction)
  - Peter O'Toole pour le rôle de Maurice dans Venus

#### Meilleure actrice dans un film musical ou une comédie
- Meryl Streep pour le rôle de Miranda Priestly dans Le Diable s'habille en Prada (The Devil wears Prada)
  - Annette Bening pour le rôle de Deirdre Burroughs dans Courir avec des ciseaux (Running with Scissors)
  - Toni Collette pour le rôle de Sheryl Hoover dans Little Miss Sunshine
  - Beyoncé Knowles pour le rôle de Deena Jones dans Dreamgirls
  - Julie Walters pour le rôle de Evie Walton dans Driving Lessons
  - Jodie Whittaker pour le rôle de Jessie dans Venus

Marcia Cross - Desperate Housewives

#### Meilleur acteur dans un second rôle
- Leonardo DiCaprio pour le rôle de Billy Costigan dans Les Infiltrés (The Departed)
  - Alan Arkin pour le rôle d'Edwin Hoover dans Little Miss Sunshine
  - Adam Beach pour le rôle d'Ira Hayes dans Mémoires de nos pères (Flags of Our Fathers)
  - Jack Nicholson pour le rôle de Franck Costello dans Les Infiltrés (The Departed)
  - Brad Pitt pour le rôle de Richard Jones  dans Babel
  - Donald Sutherland pour le rôle de Ronald Shorter dans Aurora Borealis

#### Meilleure actrice dans un second rôle
- Jennifer Hudson pour le rôle d'Effie White dans Dreamgirls
  - Cate Blanchett pour le rôle de Sheba Hart dans Chronique d'un scandale (Notes on a Scandal)
  - Abigail Breslin pour le rôle d'Olive Hoover dans Little Miss Sunshine
  - Blythe Danner pour le rôle d'Anna dans Last Kiss (The Last Kiss)
  - Rinko Kikuchi pour le rôle de Chieko Wataya dans Babel
  - Lily Tomlin pour le rôle de Rhonda Johnson dans The Last Show (A Prairie Home Companion)

#### Meilleure distribution
- Les Infiltrés (The Departed)

#### Meilleur scénario original
- The Queen – Peter Morgan
  - Babel – Guillermo Arriaga
  - La Maison de sable (Casa de Areia) – Elena Soarez
  - Les Temps qui changent – André Téchiné, Laurent Guyot et Pascal Bonitzer
  - Volver – Pedro Almodóvar
  - Le vent se lève (The Wind That Shakes the Barley) – Paul Laverty

#### Meilleur scénario adapté
- Les Infiltrés (The Departed) – William Monahan
  - Dreamgirls – Bill Condon
  - Mémoires de nos pères (Flags of Our Fathers) – William Broyles Jr. et Paul Haggis
  - Little Children – Todd Field et Tom Perrotta
  - The Last Show (A Prairie Home Companion) – Garrison Keillor
  - Thank You for Smoking – Jason Reitman

#### Meilleure direction artistique
- Mémoires de nos pères (Flags of Our Fathers) – Henry Bumstead, Richard C. Goddard et Jack G. Taylor Jr.
  - Dreamgirls
  - Le Labyrinthe de Pan (El Laberinto del fauno)
  - Marie-Antoinette
  - V pour Vendetta

#### Meilleurs costumes
- Le Diable s'habille en Prada (The Devil wears Prada)
  - Le Dahlia noir (The Black Dahlia)
  - La Cité interdite (满城尽带黄金甲)
  - Dreamgirls
  - Marie-Antoinette

#### Meilleure photographie
- Mémoires de nos pères (Flags of Our Fathers) – Tom Stern
  - La Cité interdite (满城尽带黄金甲)
  - Le Dahlia noir (The Black Dahlia)
  - The Fountain
  - Une grande année (A Good Year)
  - La Maison de sable (Casa de Areia)
  - X-Men : L'Affrontement final (X-Men: The Last Stand)

#### Meilleur montage
- X-Men : L'Affrontement final (X-Men: The Last Stand)
  - Babel
  - Dreamgirls
  - Mémoires de nos pères (Flags of Our Fathers) – Joel Cox
  - Miami Vice : Deux flics à Miami (Miami Vice)

#### Meilleur son (montage et mixage)
- Dreamgirls
  - Babel
  - Da Vinci Code
  - Mémoires de nos pères (Flags of Our Fathers) – Bub Asman, David E. Campbell, Walt Martin, Alan Robert Murray, John T. Reitz et Gregg Rudloff
  - X-Men : L'Affrontement final  (X-Men: The Last Stand)

#### Meilleurs effets visuels
- Pirates des Caraïbes : Le Secret du coffre maudit (Pirates of the Caribbean : Dead Man's Chest) – Hal T. Hickel et John Knoll
  - Da Vinci Code
  - The Fountain
  - Le Labyrinthe de Pan (El Laberinto del fauno)
  - Mémoires de nos pères (Flags of Our Fathers) – Matthew E. Butler, Bryan Grill, Michael Owens et Steve Riley
  - V pour Vendetta
  - X-Men : L'Affrontement final (X-Men: The Last Stand)

#### Meilleure musique de film
- Babel – Gustavo Santaolalla
  - Brick – Nathan Johnson
  - Chronique d'un scandale (Notes on a Scandal) – Philip Glass
  - Da Vinci Code – Hans Zimmer
  - Mémoires de nos pères (Flags of Our Fathers) – Clint Eastwood
  - La Vie des autres (Das Leben der Anderen) – Gabriel Yared

#### Meilleure chanson originale
- "You Know My Name" écrite et interprétée par Chris Cornell – Casino Royale
  - "Upside Down" – Georges le petit curieux (Curious George)
  - "Listen" – Dreamgirls
  - "Love You I Do" – Dreamgirls
  - "Never Let Go" – Coast Guards (The Guardian)
  - "Till the End of Time" – Little Miss Sunshine

#### Meilleur film étranger
- Volver •  Espagne
  - Apocalypto •  États-Unis
  - Les Temps qui changent •  France
  - La Vie des autres (Das Leben der Anderen) •  Allemagne
  - La Fiancée syrienne (The Syrian Bride) •  France /  Allemagne /  Israël
  - Water (वाटर) •  Canada

#### Meilleur film d'animation
- Le Labyrinthe de Pan (El Laberinto del fauno)
  - Cars
  - Souris City (Flushed Away)
  - Happy Feet
  - L'Âge de glace 2 (Ice Age: the Meltdown)

#### Meilleur documentaire
- Délivrez-nous du mal (Deliver Us from Evil)

#### Meilleur ensemble de DVD
- Superman Returns – ("Superman Ultimate Collector's Edition")
  - A History of Violence
  - V pour Vendetta

#### Meilleur DVD supplémentaire
- Mission impossible 3 (Mission: Impossible III)
  - La Malédiction (The Omen)
  - Le Monde de Narnia : Le Lion, la Sorcière blanche et l'Armoire magique (The Chronicles of Narnia: The Lion, the Witch and the Wardrobe)

### Télévision
Note : le symbole « ♕ » rappelle le gagnant de l'année précédente (si nomination).

#### Meilleure série télévisée dramatique
- Dr House (House) ♕
  - 24 heures chrono (24)
  - Dexter
  - Heroes
  - Rescue Me : Les Héros du 11 septembre (Rescue Me)
  - Sur écoute (The Wire)

#### Meilleure série télévisée musicale ou comique
- The Daily Show ♕
  - Boston Justice (Boston Legal)
  - The Colbert Report
  - Entourage
  - Earl (My Name Is Earl)

#### Meilleure mini-série
- To the Ends of the Earth
  - Bleak House
  - Casanova
  - Elizabeth I
  - Thief

#### Meilleur téléfilm
- A Little Thing Called Murder
  - Gideon's Daughter
  - High School Musical
  - In from the Night
  - Mrs. Harris

#### Meilleur acteur dans une série télévisée dramatique
- Hugh Laurie pour le rôle de Gregory House dans Dr House (House) ♕
  - Michael C. Hall pour le rôle de Dexter Morgan dans Dexter
  - Denis Leary pour le rôle de Tommy Gavin dans Rescue Me : Les Héros du 11 septembre (Rescue Me)
  - Bill Paxton pour le rôle de Bill Henrickson dans Big Love
  - Matthew Perry pour le rôle de Matt Albie dans Studio 60 on the Sunset Strip
  - Bradley Whitford pour le rôle de Danny Tripp dans Studio 60 on the Sunset Strip

#### Meilleure actrice dans une série télévisée dramatique
- Kyra Sedgwick pour le rôle de Brenda Leigh Johnson dans The Closer : L.A. enquêtes prioritaires (The Closer) ♕
  - Kristen Bell pour le rôle de Veronica Mars dans Veronica Mars
  - Emily Deschanel pour le rôle de Temperance "Bones" Brennan dans Bones
  - Sarah Paulson pour le rôle de Harriet Hayes dans Studio 60 on the Sunset Strip
  - Amanda Peet pour le rôle de Jordan McDeere dans Studio 60 on the Sunset Strip
  - Jeanne Tripplehorn pour le rôle de Barbara Henrickson dans Big Love

#### Meilleur acteur dans une série télévisée musicale ou comique
- James Spader pour le rôle d'Alan Shore dans Boston Justice (Boston Legal)
  - Stephen Colbert pour son propre rôle dans The Colbert Report
  - Steve Carell pour le rôle de Michael Scott dans The Office
  - Ted Danson pour le rôle de Bill Hoffman dans Help Me Help You
  - Jason Lee pour le rôle d'Earl J. Hickey dans Earl (My Name Is Earl)
  - James Roday pour le rôle de Shawn Spencer dans Psych : Enquêteur malgré lui

#### Meilleure actrice dans une série télévisée musicale ou comique
- Marcia Cross pour le rôle de Bree Van de Kamp dans Desperate Housewives
  - America Ferrera pour le rôle de Betty Suarez dans Ugly Betty
  - Laura Kightlinger pour le rôle de Jackie Woodman dans The Minor Accomplishments of Jackie Woodman (en)
  - Lisa Kudrow pour le rôle de Valerie Cherish dans Mon Comeback
  - Julia Louis-Dreyfus pour le rôle de Christine Campbell dans Old Christine (The New Adventures of Old Christine)
  - Mary-Louise Parker pour le rôle de Nancy Botwin dans Weeds ♕

#### Meilleur acteur dans une mini-série ou un téléfilm
- Bill Nighy pour le rôle de Gideon Warner dans Gideon's Daughter
  - Andre Braugher pour le rôle de Nick Atwater dans Thief
  - Charles Dance pour le rôle de Mr. Tulkinghorn dans Bleak House
  - Hugh Dancy pour le rôle du Robert Devereux, 2e comte d'Essex dans Elizabeth I
  - Ben Kingsley pour le rôle de Herman Tarnower dans Mrs. Harris

#### Meilleure actrice dans une mini-série ou un téléfilm
- Judy Davis pour le rôle de Sante Kimes dans A Little Thing Called Murder
  - Gillian Anderson pour le rôle de Lady Dedlock dans Bleak House
  - Annette Bening pour le rôle de Jean Harris dans Mrs. Harris
  - Helen Mirren pour le rôle de la reine Élisabeth Ire dans Elizabeth I
  - Miranda Richardson pour le rôle de Stella dans Gideon's Daughter

#### Meilleur acteur dans un second rôle
- Tony Plana pour le rôle d'Ignacio Suarez dans Ugly Betty
  - Philip Baker Hall pour le rôle de Russ dans The Loop
  - Michael Emerson pour le rôle de Benjamin Linus dans Lost : Les Disparus (Lost)
  - Robert Knepper pour le rôle de Theodore « T-Bag » Bagwell dans Prison Break
  - Jeremy Piven pour le rôle d'Ari Gold dans Entourage
  - Forest Whitaker pour le rôle du lieutenant Jon Kavanaugh dans The Shield

#### Meilleure actrice dans un second rôle
- Julie Benz pour le rôle de Rita Bennett dans Dexter
  - Fionnula Flanagan pour le rôle de Rose Caffee dans Brotherhood
  - Laurie Metcalf pour le rôle de Carolyn Bigsby dans Desperate Housewives
  - Elizabeth Perkins pour le rôle de Celia Hodes dans Weeds
  - Jean Smart pour le rôle de Martha Logan dans 24 heures chrono (24)
  - Vanessa L. Williams pour le rôle de Wilhelmina Slater dans Ugly Betty

#### Meilleure distribution
- Grey's Anatomy

### Récompenses spéciales
Mary Pickford Award
- Martin Landau

Nikola Tesla Award
- Richard Donner

Auteur Award
- Robert Altman – In Memoriam  1925-2006

## Récompenses et nominations multiples

### Nominations multiples
Cinéma
11 : Dreamgirls
10 : Mémoires de nos pères
8 : Babel
6 : Les Infiltrés
5 : Little Miss Sunshine
4 : The Queen, Little Children, Volver, X-Men : L'Affrontement final
3 : Le Diable s'habille en Prada, Thank You for Smoking, Venus, Chronique d'un scandale, Da Vinci Code, Le Labyrinthe de Pan
2 : La Vie des autres, Half Nelson, Courir avec des ciseaux, Aurora Borealis, Le Dernier Roi d'Écosse, The Fountain, The Last Show, Marie-Antoinette, V pour Vendetta, La Cité interdite, La Maison de sable
Télévision
4 : Studio 60 on the Sunset Strip
3 : Dexter, Ugly Betty, Bleak House, Gideon's Daughter, Elizabeth I
2 : Dr House, 24 heures chrono, Rescue Me : Les Héros du 11 septembre, Big Love, Boston Justice, The Colbert Report, Entourage, Earl, Desperate Housewives, Weeds, Thief, Mrs. Harris, A Little Thing Called Murder

### Récompenses multiples
Légende : Nombre de récompenses/Nombre de nominations
Cinéma
4 / 11 :Dreamgirls
4 / 6 : Les Infiltrés
3 / 10 : Mémoires de nos pères
2 / 4 : The Queen
2 / 3 : Le Diable s'habille en Prada
Télévision
2 / 2 : Dr House
2 / 2 : A Little Thing Called Murder